# وزارة الدفاع (سنغافورة)
وزارة الدفاع (بالملايوية: Kementerian Pertahanan)‏، (بالصينية: 新加坡国防部)، (بالتاميلية: தற்காப்பு அமைச்சு)‏، هي وزارة تابعة لحكومة سنغافورة مسؤولة عن الإشراف على الدفاع الوطني لسنغافورة.

## التاريخ
تأسست وزارة الدفاع إلى جانب وزارة الداخلية في 11 أغسطس 1970 من خلال تقسيم وزارتي الداخلية والدفاع آنذاك.

## الهيكل التنظيمي
تشرف وزارة الدفاع على وكالة العلوم وتكنولوجيا الدفاع. تعتبر القوات المسلحة السنغافورية المسؤولة عن القوات الجوية لجمهورية سنغافورة وبحرية جمهورية سنغافورة والجيش السنغافوري أحد المكونات العسكرية في وزارة الدفاع.